# 小行星7208
小行星7208（7208 Ashurbanipal）是一颗绕太阳运转的小行星，为主小行星带小行星。该小行星于1960年9月24日发现。

## 轨道参数
小行星7208的轨道半长轴为2.1677751 UA，离心率为0.072。